# Lord of War
Lord of War er en amerikansk politisk crime thrillerfilm fra 2005 instrueret og skrevet af Andrew Niccol, der også har produceret filmen sammen med hovedrolleindehaveren Nicolas Cage. Cage spiller den ukrainsk-amerikanske illegale våbenhandler Yuri Orlov og følger ham fra begyndelsen af karrieren. Yuri Orlov-karakteren er baseret på den russiske våbenhandler Viktor Bout og den ukrainsk-israelske våbenhandler Leonid Minin. Filmen blev rost af Amnesty International for portræteringen af våbenindustriens omfattende ulovlige handel med våben.
Filmen fik af den amerikanske National Board of Review en Special Recognition Award.

## Medvirkende
- Nicolas Cage – Yuri Orlov
- Bridget Moynahan – Ava Fontaine Orlov
- Jared Leto – Vitaly Orlov
- Ethan Hawke – Jack Valentine
- Eamonn Walker – André Baptiste Sr.
- Ian Holm – Simeon Weisz
- Sammi Rotibi – André Baptiste Jr.
- Yevgeni Lazarev – Gen. Dmitri Orlov